# A Journey into Space
 (février 2017).
Si vous disposez d'ouvrages ou d'articles de référence ou si vous connaissez des sites web de qualité traitant du thème abordé ici, merci de compléter l'article en donnant les références utiles à sa vérifiabilité et en les liant à la section « Notes et références ».
Albums de Gigi d'Agostino
Melody Voyager
(1995) Gigi d'Agostino
(1996)
A Journey into Space est une compilation publiée par ZYX Music en Allemagne en 1996.
Elle est composée de neuf titres réalisés par le disc-jockey et remixeur italien Gigi d'Agostino.

## Liste des titres
| 1.    | Noise Maker Theme                   | 8:47 |
| 2.    | The Mind's Journey                  | 6:49 |
| 3.    | Panic Mouse                         | 8:56 |
| 4.    | Giallone Remix                      | 8:20 |
| 5.    | Meravillia                          | 7:26 |
| 6.    | Creative Nature Vol.1               | 8:59 |
| 7.    | Panic Mouse (Stress Mix)            | 8:38 |
| 8.    | Creative Nature Vol. 1 (Adam & Eve) | 8:07 |
| 9.    | The Mind's Journey (Brain Mix)      | 5:08 |
| 71:09 |                                     |      |